# 카를 뢰베

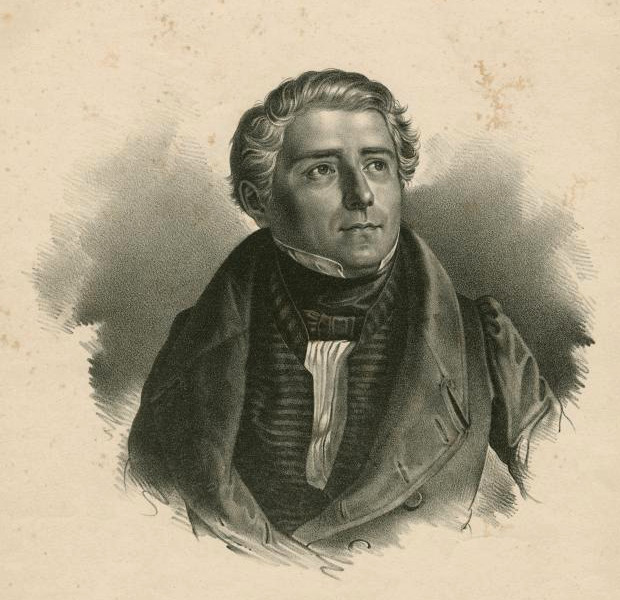
카를 뢰베

요한 카를 고트프리트 뢰베(독일어: Johann Carl Gottfried Loewe, 1796년 11월 30일~1869년 4월 20일)는 19세기 독일 서사가곡(발라드)의 완성자이다. 1813년부터 할레의 징그아카데미에 들어가, 그 뒤 대학에서 신학을 배웠다. 후에 성(聖) 야콥 교회의 합창장으로 되고, 1820년에는 시테친의 김나지움 교사가 되었다. 그는 교수와 지휘활동에 중점을 두고, 다망한 음악생활을 보냈다. 각지의 음악제에 출연하기도 하고 유럽 각국을 순방하기도 하였다. 그가 지은 가곡들은 그리 인기가 높지는 않았으나 〈새잡이 하인리히〉, 〈오이겐 왕자〉, 〈시인 톰〉 등의 발라드는 오늘날에도 자주 불리고 있다. 후고 볼프가 존경했던 사람이기도 하다.

## 주요 작품

### 가곡
- 마왕 작품번호 1의 3[2]
- 여인의 사랑과 생애 작품번호 60[3]
  - 이 밖에도 헤아릴 수 없는 많은 가곡과 발라드들이 있다.

### 합창
- 얀 후스(오라토리오) 작품번호 82(1842)
- 라자루스의 부활 작품번호 132(1863년에 작곡, 1873년에 출판)
- 테 데움 다장조 작품번호 77(1841년에 출판)
- 신계명의 속죄와 희생(수난 오라토리오)(1847)
  - 이 밖에도 다수의 합창곡이 있다.

### 오페라
- 알파인 오두막(1816년에 초연)
- 말레크-아델(1832년에 초연)
- 세 가지 소원 작품번호 42(1834년에 초연)

### 교향곡
- 1번 마단조(자필악보상 1834년)(2018년에 출판)
- 2번 라단조(자필악보상 1835년경)(상동)

### 피아노 협주곡
- 1번 마단조
- 2번 가장조(1830년경 작곡 2018년에 출판)

### 그 밖의 관현악곡
- 꿈의 동화 서곡 라단조

### 실내악곡
- 에스파냐 이중주 (비올라와 피아노)(1857년 작곡, 2018년에 출판)
- 스코틀랜드의 그림 작품번호 112(클라리넷과 피아노)
- 피아노 3중주 사단조 작품번호 12(1821년 작곡, 1830년 출판, 2018년에 개정판 출판)
- 현악 4중주 4곡
  - 사장조 작품번호 24-1(1824)
  - 바장조 작품번호 24-2(1824)
  - 내림 나장조 작품번호 24-3(1824)
  - 다단조 작품번호 26 ‘고상한 4중주’(1830)

### 피아노곡
- 마제파 작품번호 27(1828년)[4]
- 봄 작품번호 47(1824년)
- 집시 소나타 가단조 작품번호 107b(1847년 출판)
- 화려한 소나타 내림 마장조 작품번호 41(1819)
  - 이 밖에도 다수의 피아노곡이 있다.

## 참고 자료
- 이 문서에는 다음커뮤니케이션(현 카카오)에서 GFDL 또는 CC-SA 라이선스로 배포한 글로벌 세계대백과사전의 내용을 기초로 작성된 글이 포함되어 있습니다.